# Slavica Stojak
Slavica Stojak (Travnik, 1971.), hrvatska je pjesnikinja iz BiH.
Djela: Prognanički broj 10880 (pjesme, 1997.). 